# دومینیک کروز
دومینیک کروز (Dominick Rojelio Cruz) (زاده ۹ مارس ۱۹۸۵) مبارز هنرهای رزمی ترکیبی است که در مسابقات یو اف سی فعالیت می‌کند. او دو بار قهرمان Bantamweight یو اف سی شده‌است و همچنین آخرین قهرمان خروس‌وزن در مبارزه در قفس افراطی جهانی (WEC) بود.
کروز به خاطر حرکت غیرمستقیم، کشتی قدرتمند، اعتصاب سریع و تمایل وی برای حمله از زاویه‌ها به روشی منحصر به فرد بر خلاف هر مبارز دیگری معروف شده‌است.